# Шише (Марна)
Шише (фр. Chichey) насеље је и општина у североисточној Француској у региону Шампањ-Арден, у департману Марна која припада префектури Еперне.
По подацима из 2011. године у општини је живело 164 становника, а густина насељености је износила 22,16 становника/km². Општина се простире на површини од 7,4 km². Налази се на средњој надморској висини од 120 метара.

## Демографија
| 1962. | 1968. | 1975. | 1982. | 1990. | 1999. | 2011. |
| ----- | ----- | ----- | ----- | ----- | ----- | ----- |
| 95    | 103   | 103   | 107   | 151   | 159   | 164   |

График промене броја становника у току последњих година